# Apšeronsk
Apšeronsk (in russo Апшеронск?, anche traslitterato come Apsheronsk) è una città della Russia europea meridionale (territorio di Krasnodar), situata nella pianura pedemontana ciscaucasica, 85 km a sudest di Krasnodar, sul fiume Pšecha (affluente del Kuban'); è il capoluogo amministrativo del distretto omonimo.
Fondata nel 1863 come stanica cosacco, ottenne lo status di città del 1947.
La città è un piccolo centro industriale, specializzato nella produzione di legno e derivati; nei pressi della città si trovano inoltre alcune sorgenti di acque bromoiodiche.

## Società

### Evoluzione demografica
Fonte: mojgorod.ru
- 1959: 29.800
- 1979: 33.300
- 1989: 34.500
- 2002: 39.608
- 2007: 39.600